# Aleucanitis mongolica
Aleucanitis mongolica là một loài bướm đêm trong họ Noctuidae.